# Giuseppe Bonito (regista)
Giuseppe Bonito (Polla, 5 agosto 1974) è un regista italiano.

## Biografia
Avvicinatosi al cinema come aiuto regista, ha esordito alla regia nel 2012 con Pulce non c'è, tratto da un romanzo di Gaia Rayneri. Il film ha partecipato in concorso al Festival internazionale del film di Roma 2012 vincendo il premio speciale della giuria di Alice nella Città, è stato candidato al Nastro d'argento al miglior regista esordiente e ai Ciak d'oro come migliore opera prima nel 2013, e ha vinto il Premio "Beppe Ciavatta" al Bobbio Film Festival nel 2014.
Nel 2020 è uscito Figli, scritto da Mattia Torre e tratto dal suo monologo I figli invecchiano, interpretato da Valerio Mastandrea, protagonista anche nella pellicola cinematografica. Torre, morto di malattia nel 2019 prima dell'inizio delle riprese, ne ha affidato la realizzazione a Bonito, che era stato suo assistente alla regia in Boris.
Nel 2024, Bonito è il regista di Mike, miniserie televisiva che racconta la vita di Mike Bongiorno.

## Filmografia

### Cinema
- Pulce non c'è (2012)
- Figli (2020)
- L'arminuta (2021)

### Televisione
- Brennero, con Davide Marengo – serie TV, 4 episodi (2024)
- Mike – miniserie TV (2024)
- Gerri – serie TV (2025)